# Mirabel-et-Blacons
Mirabel-et-Blacons är en kommun i departementet Drôme i regionen Auvergne-Rhône-Alpes i sydöstra Frankrike. Kommunen ligger i kantonen Crest-Nord som tillhör arrondissementet Die. År 2022 hade Mirabel-et-Blacons 1 202 invånare.

## Befolkningsutveckling
Antalet invånare i kommunen Mirabel-et-Blacons
Referens:INSEE